# Euchromia magna
Euchromia magna är en fjärilsart som beskrevs av Swinhoe 1891. Euchromia magna ingår i släktet Euchromia och familjen björnspinnare. Inga underarter finns listade i Catalogue of Life.